# Neuweiler (Buttenwiesen)

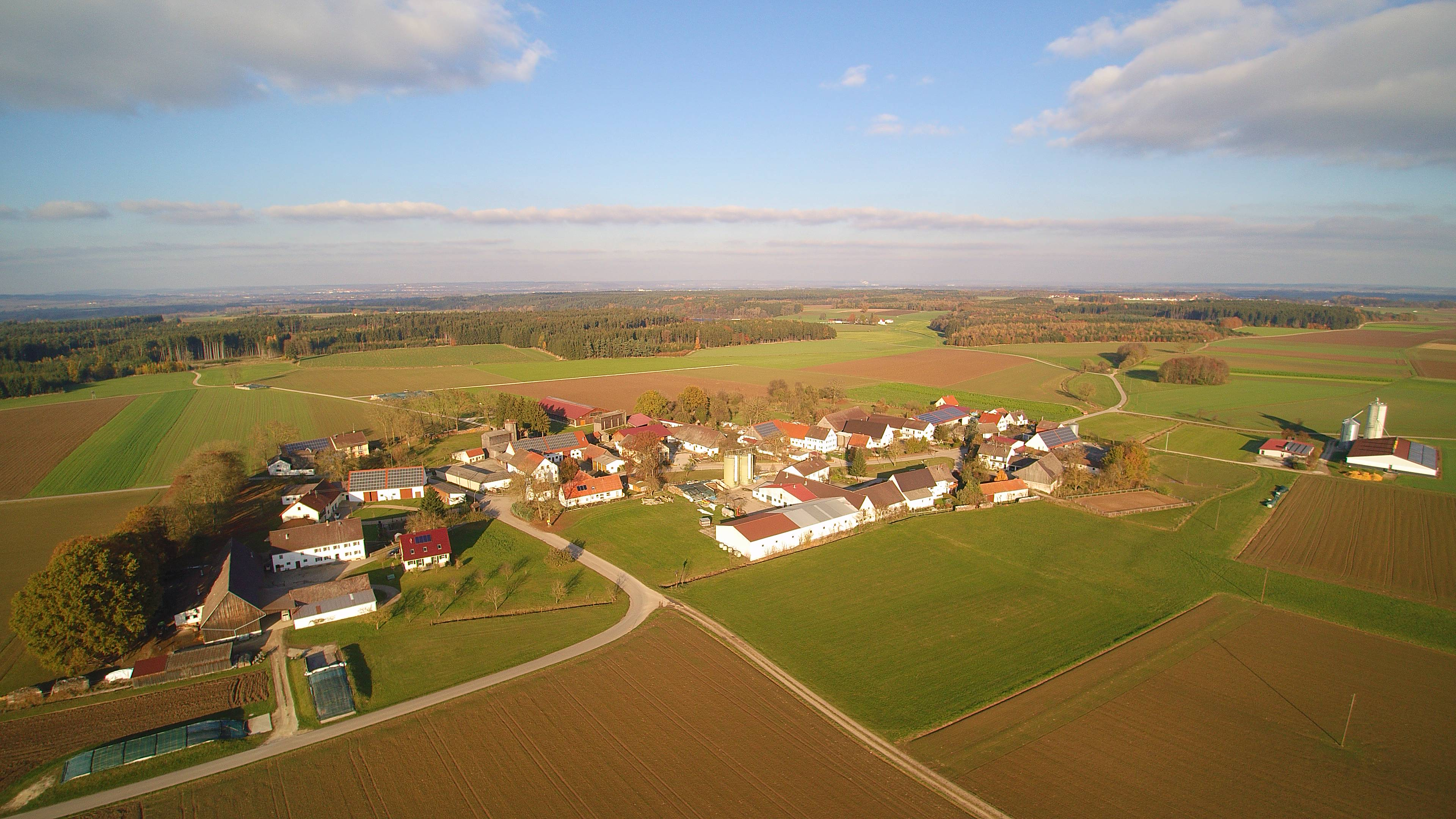
Neuweiler

Neuweiler ist ein Ortsteil der Gemeinde Buttenwiesen im schwäbischen Landkreis Dillingen an der Donau. Das Kirchdorf liegt zwei Kilometer nordöstlich von Wortelstetten.

## Geschichte
Neuweiler wird im 12. Jahrhundert als „Niuwiler“ genannt. Der Ort ist vermutlich eine Ausbausiedlung von Allmannshofen. Das Kloster Kaisheim erwarb 1248/49 Besitz im Ort und bekam von König Konradin 1267 einen weiteren Hof geschenkt. Den größten Besitz im Ort besaß die Herrschaft Donnsberg und später die Herrschaft Hohenreichen. Weitere Besitzungen besaß das Heilig-Geist-Spital in Augsburg und die Patrizierfamilie von Imhof. Neuweiler kam durch die Säkularisation 1802 und die Mediatisierung 1806 an Bayern.

## Religionen

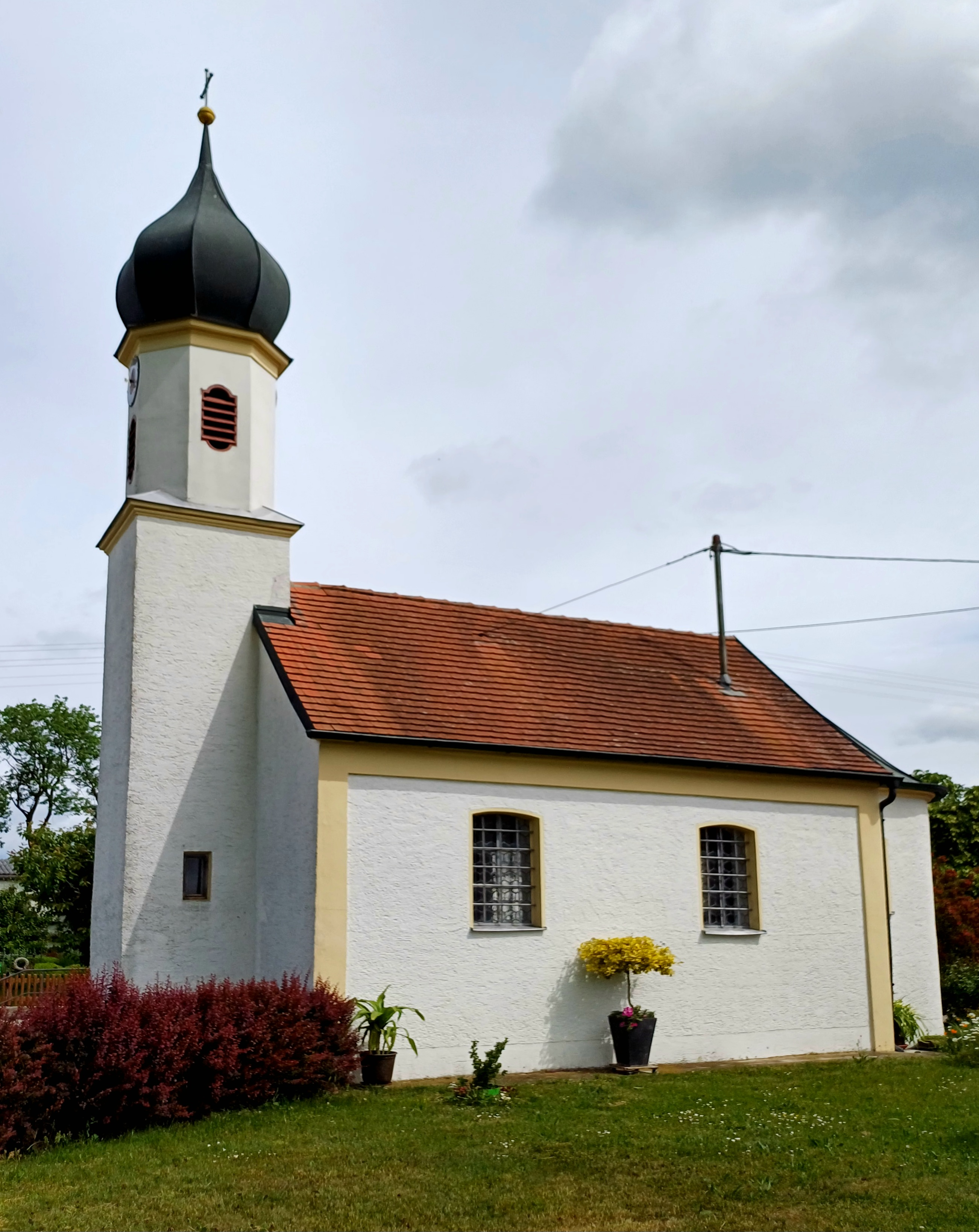
Kapelle St. Marien

Kirchlich gehört Neuweiler zur katholischen Pfarrei Sankt Georg in Wortelstetten. Im Ort steht die Kapelle St. Marien von 1895.

## Baudenkmäler
Siehe: Liste der Baudenkmäler in Neuweiler